# Escala de Bristol

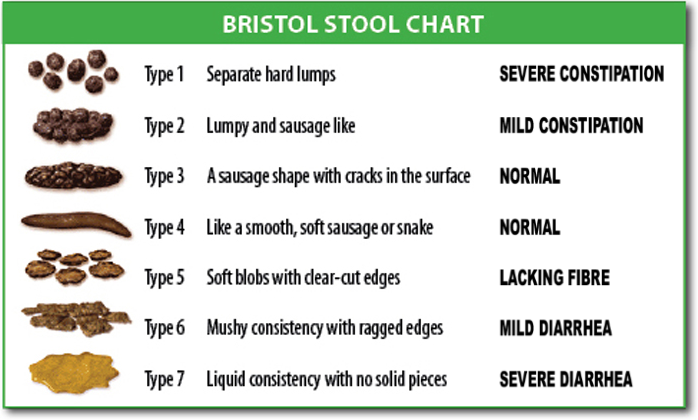
Escala de fezes de Bristol

A Escala de Bristol ou Escala de fezes de Bristol é uma escala médica destinada a classificar a forma das fezes humanas em sete categorias. Às vezes referido no Reino Unido como a "Escala de Meyers", foi desenvolvida por Dr. Ken Heaton na Universidade de Bristol e publicado no Scandinavian Journal of Gastroenterology em 1997.
Essa escala tem como objetivo verificar a saúde intestinal por meio da análise da forma e da textura dos excrementos expelidos pelo paciente.
A forma e a consistência das fezes dependem do tempo de permanência do mesmo no cólon.

## Interpretação da escala
Os sete tipos de fezes são:
1. Caroços duros e separados, como nozes (difícil de passar)
2. Forma de salsicha, mas granuloso
3. Como uma salsicha, mas com fissuras em sua superfície
4. Como uma salsicha ou serpente, suave e macio
5. Bolhas suaves com bordas nítidas (que passa facilmente)
6. Peças fofas com bordas em pedaços
7. Aquoso, sem partes sólidas, inteiramente líquido

Tipos 1 e 2 indicam obstipação. Tipos 3 e 4 são consideradas ótimas, uma vez que estas são mais fáceis de passar  na defecação. Tipos 5–7 estão associados com tendência de aumento de diarreia ou de urgência.